# 바글란주
바글란주(Baghlān Velāyat, 파슈토어: د بغلان ولايت, 다리어: استان بغلان)는 아프가니스탄 북부에 있는 주이다. 힌두쿠시산맥의 북쪽에 위치해 있다. 면적 17,109 km2, 인구 517,000명(2004년), 주도는 풀리훔리(Puli Khumri)이지만, 인구가 많은 도시는 바글란이다.

## 하위 행정구역
- 구지르가히 누르 구
- 나흐린 구
- 다하나이구리 구
- 두시 구
- 디흐살라흐 구
- 바글라니자디드 구
- 부르카 구
- 안다라브 구
- 잘가 구
- 탈라와바르파크 구
- 풀리훔리 구
- 풀리히사르 구
- 피린그와가루 구
- 후스트와피린그 구
- 힌잔 구

## 같이 보기
- 바글란